# Llanars
Llanars és un municipi de la comarca del Ripollès, centrat per un petit sector de la vall del Ter a l'aiguabarreig amb la Ribera de Faitús. S'allarga entre Camprodon i Vilallonga. Està situat al nord-est de la regió de l'Alt Ter.

## Geografia
- Llista de topònims de Llanars (Orografia: muntanyes, serres, collades, indrets..; hidrografia: rius, fonts...; edificis: cases, masies, esglésies, etc).

Al nord arriba fins al puig Sistra (1.988 m alt), límit ja amb Setcases i Molló, on neix la Ribera de Faitús, afluent per l'esquerra del Ter, flanquejat per la serra de Faitús a ponent i la de la Fembra Morta a llevant. Al sud s'allarga fins a la Serra Cavallera, als vessants septentrionals de la qual es forma la riera d'Espinauga afluent per la dreta del Ter. L'església parroquial és l'església romànica de Sant Esteve de Llanars.

## Història
El lloc és esmentat ja el 1027 (Lanars o Landaris als segles xi i xii) i sembla derivat del de l'antiga vall landarense, nom genèric de la vall de Camprodon. El 1130 Ramon Berenguer III donà al monestir de Ripoll els delmes i altres drets senyorials del terme. Però el domini ripollès no feu variar l'alt domini del terme, que continuà essent reial, i la seva jurisdicció era exercida pel veguer de Camprodon.
El duc de Noailles i militar francès hi va establir el seu quarter general el 1689, quan va assetjar i prendre Camprodon.
Per decret del 16 de juny 1965 cedí 0,36 km² a Camprodon, que formaven part del nucli urbà de la vila de Camprodon, al sector del passeig de Maristany). Encara ara es pot veure l'antic senyal divisori en el mur de l'antiga fàbrica de galetes Birba.
| Entitat de població   | Habitants (2023) |
| Llanars               | 418              |
| Espinalba             | 44               |
| el Llanarès           | 43               |
| el Riberal de Feitús  | 23               |
| Faitús                | 7                |
| les Planes de Llanars | 1                |
| Font: Idescat         |                  |

## Demografia
| 1497 f | 1515 f | 1553 f | 1717 | 1787 | 1857 | 1877 | 1887 | 1900 | 1910 |
| ------ | ------ | ------ | ---- | ---- | ---- | ---- | ---- | ---- | ---- |
| 28     | 18     | 22     | 326  | 626  | 725  | 680  | 756  | 702  | 715  |

| 1920 | 1930 | 1940 | 1950 | 1960 | 1970 | 1981 | 1990 | 1992 | 1994 |
| ---- | ---- | ---- | ---- | ---- | ---- | ---- | ---- | ---- | ---- |
| 766  | 705  | 611  | 586  | 568  | 445  | 385  | 396  | 393  | 393  |

| 1996 | 1998 | 2000 | 2002 | 2004 | 2006 | 2008 | 2010 | 2012 | 2014 |
| ---- | ---- | ---- | ---- | ---- | ---- | ---- | ---- | ---- | ---- |
| 448  | 449  | 489  | 529  | 527  | 558  | 571  | 571  | 534  | 509  |

| 2016 | 2018 | 2020 | 2022 | 2024 | 2026 | 2028 | 2030 | 2032 | 2034 |
| ---- | ---- | ---- | ---- | ---- | ---- | ---- | ---- | ---- | ---- |
| -    | 514  | 535  | 533  | 515  | -    | -    | -    | -    | -    |

## Anècdotes i curiositats

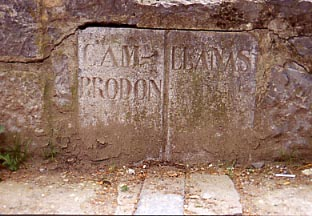
Antiga llinda entre Llanars i Camprodon

El 27 de juliol del 1944 es va estavellar al puig de les Agudes un avió bimotor de les forces aèries nord-americanes. Els dos pilots Harry E. Sharp i William J. Barrons van ser enterrats al cementiri municipal. Hi van romandre fins que, un cop acabada la Segona Guerra Mundial, l'agost de 1946, van ser exhumats i retornats als representants dels Estats Units. El 25 de juliol de 2004 l'Associació Centre d'Estudis «La Retirada» va posar una placa commemorativa al lloc de l'impacte prop del veïnat de Faitús.
Llanars pot presumir, molt possiblement, de la primera emissora municipal, que es deia Radio Llanás i va començar a emetre el 1955.